# Тюрарка
Тюра́рка (чув. Тĕрер) — река в России, протекает в Красноармейском и Цивильском районах Чувашской Республики. Левый приток реки Малый Цивиль.

## География
Река Тюрарка берёт начало неподалёку от деревни Малые Собары. Течёт на восток по открытой местности рядом с населёнными пунктами Вторые Тюрары, Тюрары, Чурачики. Устье реки находится в 29 км по левому берегу реки Малый Цивиль. Длина реки составляет 14 км, площадь водосборного бассейна — 63,3 км². У реки 4 притока.

## Данные водного реестра
По данным государственного водного реестра России относится к Верхневолжскому бассейновому округу, водохозяйственный участок реки — Цивиль от истока и до устья, речной подбассейн реки — Волга от впадения Оки до Куйбышевского водохранилища (без бассейна Суры). Речной бассейн реки — (Верхняя) Волга до Куйбышевского водохранилища (без бассейна Оки).
Код объекта в государственном водном реестре — 08010400412112100000445.